# Jaroslav u Vysokého Mýta

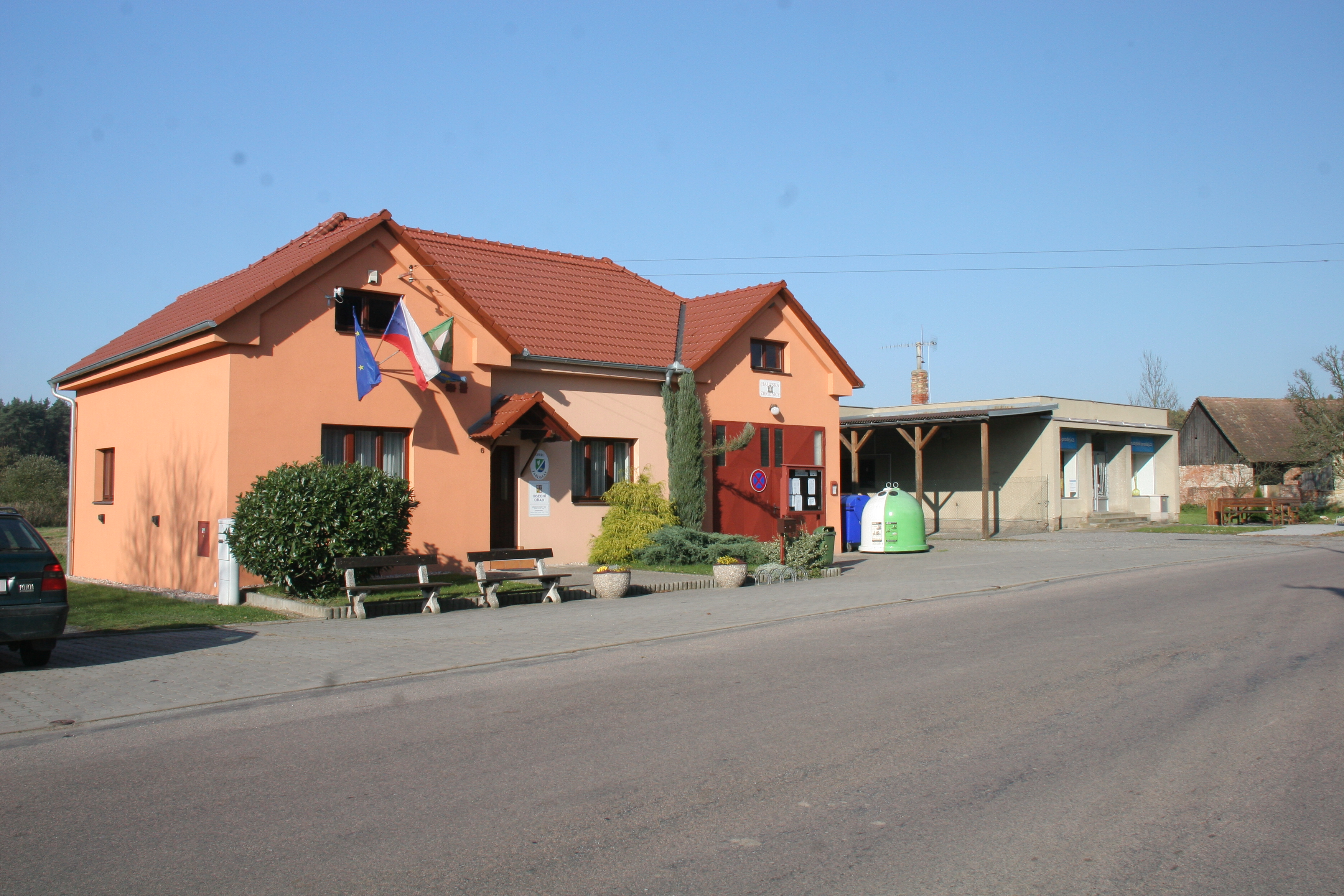
Gemeindeamt

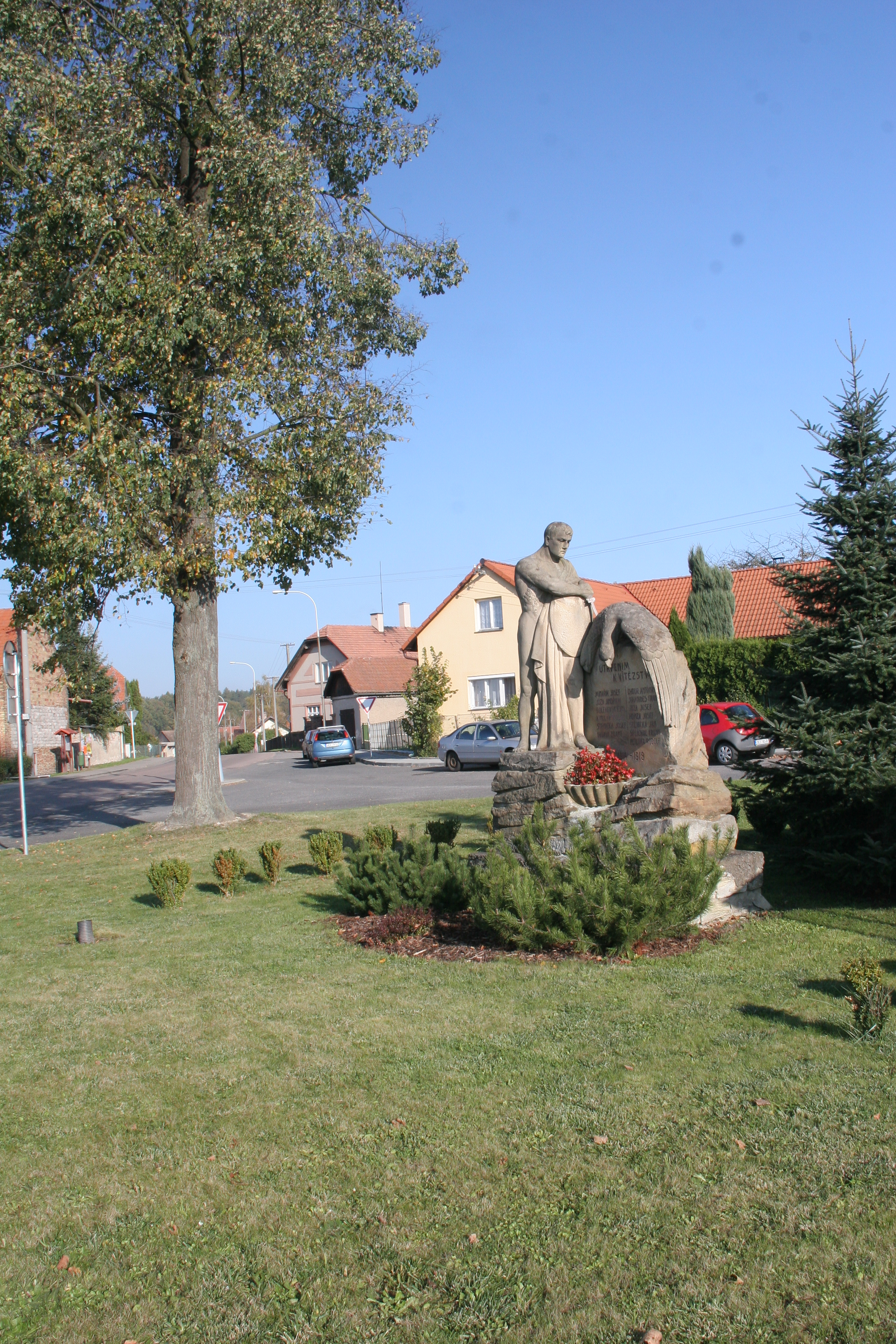
Gedenkstein für die Gefallenen

Jaroslav (deutsch Jaroslaw, auch Jaroslau) ist eine Gemeinde in Tschechien. Sie liegt vier Kilometer südlich von Horní Jelení und gehört zum Okres Pardubice.

## Geographie
Das von ausgedehnten Wäldern umgebene Dorf befindet sich im Quellgebiet des Baches Lodrantka auf der Choceňská tabule (Chotzener Tafel). In Jaroslav kreuzt sich die Staatsstraße I/35 / E 442 zwischen Holice und Vysoké Mýto mit der II/305 zwischen Borohrádek und Stradouň. Östlich erhebt sich der Na Divišce (304 m n.m.).
Nachbarorte sind Horní Jelení im Norden, Dolní Jelení, Rousínov und Prochody im Nordosten, Újezd u Chocně und Darebnice im Osten, Rzy  und Týnišťko im Südosten, Malejov, Radhošť und Sedlíšťka im Süden, Bory, Žíka, Franclina, Trusnov und Najlust im Südwesten, Litětiny und Obora im Westen sowie Vysoká u Holic im Nordwesten.

## Geschichte
Die erste schriftliche Erwähnung von Jaroslav erfolgte im Jahre 1399 als Besitz der Edelknechte (zemany) Pískle von Jaroslaw. Das Dorf entstand an einer alten Handelsstraße, die schon in der Claudianischen Karte von 1518 eingezeichnet war.  Über Jahrhunderte gehörte das Dorf zur Herrschaft Zámrsk. Zu Zeiten Maria Theresias erfolgte der Ausbau der Straße zur Hauptverbindung zwischen Olmütz, Königgrätz und Josefstadt
Im Jahre 1835 bestand das im Chrudimer Kreis an der Königgrätzer Poststraße gelegene Dorf Jaroslau bzw. Jaroslaw aus 83 Häusern, in denen 480 Personen, darunter vier protestantische Familien lebten. Im Ort gab es ein Försterhaus, ein Wirtshaus, eine Bierschänke sowie eine Mühle. Pfarrort war Radhoscht. Bis zur Mitte des 19. Jahrhunderts blieb Jaroslaw dem Allodialgut Zamrsk untertänig.
Nach der Aufhebung der Patrimonialherrschaften bildete Jaroslav ab 1849 eine Gemeinde im Gerichtsbezirk Hohenmauth. Ab 1868 gehörte die Gemeinde zum politischen Bezirk Hohenmauth. 1869 hatte Jaroslav 360 Einwohner und bestand aus 66 Häusern. Im Jahre 1900 lebten in dem Dorf 300 Menschen, 1910 waren es 323. Im Jahre 1930 hatte Jaroslav 319 Einwohner. Im Jahre 1949 wurde Jaroslav dem Okres Holice zugeordnet. Im Rahmen der Aktion Z wurde 1954 das Gemeindeamt errichtet. Die Mühle wurde 1956 für eine Kurvenbegradigung der Staatsstraße I/35 abgerissen. Seit 1960 gehört die Gemeinde zum Okres Pardubice. Beim Zensus von 2001 lebten in den 81 Häusern von Jaroslav 212 Personen.

## Gemeindegliederung
Für die Gemeinde Jaroslav sind keine Ortsteile ausgewiesen.

## Sehenswürdigkeiten
- Denkmal für die Gefallenen des Ersten Weltkrieges
- Ehemalige Schule, erbaut 1886